# 三攀蟠龙寺
三攀蟠龙寺（或译沙慕普兰寺）是位于佛统府三攀县，曼谷以西约40公里处的一座佛寺。该寺庙于1985年正式注册，该寺因被巨龙盘绕，粉色油漆的圆柱形建筑而闻名，也因此被称为“粉红龙寺”，有时也被称为“龙寺”（羅馬化：Wat Mangkon）、“泰国龙神庙”。

## 开放时间与入场费
三攀蟠龙寺每天上午8时至下午4时对游客开放。无需入场费，但访客与信徒可向寺庙捐款以便充作维修费用。可通往寺庙顶端的隧道只在佛教圣日、周日和公众假期对外开放。

## 建筑景观
寺庙的周围都是树林。寺庙的巨龙由铁和玻璃纤维制成，与隧道和螺旋楼梯都是空心设计，让访客可以爬到寺庙顶端。然而，有些地方在经过岁月的洗礼后已经破损不堪。此外，寺庙内还有一尊巨大的佛像以及许多其他佛像，总计约1, 250尊佛像。三攀蟠龙寺之所以是一座高达80米的寺庙是因为佛祖去世时享年80岁。